# کریستوفر نیکول
کریستوفر نیکول (انگلیسی: Christopher Nicole؛ زادهٔ ۷ دسامبر ۱۹۳۰) یک رمان‌نویس اهل بریتانیا است. او کتابی به نام (Lord of the Golden Fan) ارباب فن طلایی (۱۹۷۳) در مورد زندگی ویلیام آدامز (دریانورد) نوشته‌است.